# 拉沙佩勒昂布莱西
拉沙佩勒昂布莱西（法語：Lachapelle-en-Blaisy，法語發音：[laʃapɛl ɑ̃ blɛzi]）是法国上马恩省的一个市镇，属于肖蒙区。

## 地理
拉沙佩勒昂布莱西（48°12'3"N, 4°58'2"E）面积16.53 平方千米，位于法国大東部大區上马恩省，该省份为法国东北部内陆省份，北起马恩省和默兹省，西接奥布省，西南接科多尔省，东南接上索恩省，东临孚日省。
与拉沙佩勒昂布莱西接壤的市镇（或旧市镇、城区）包括：瑞泽讷库尔、蒙特里、科隆贝双教堂村。

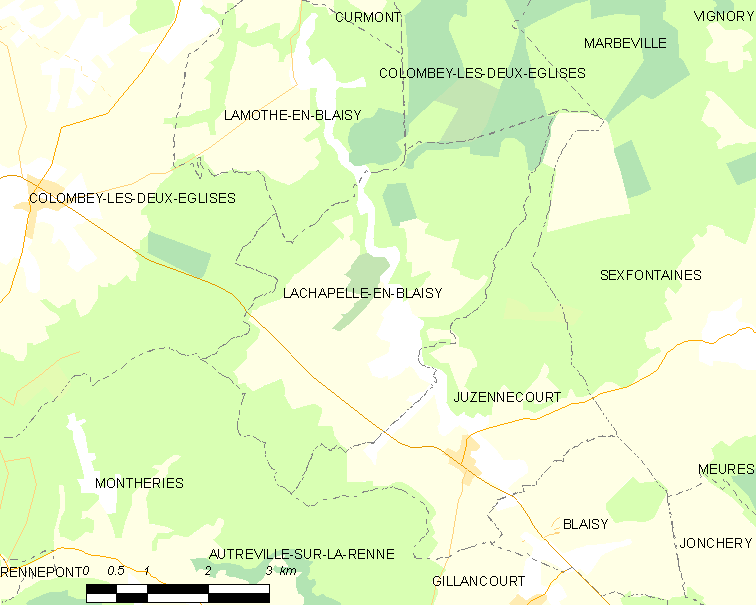
拉沙佩勒昂布莱西的OSM定位图

拉沙佩勒昂布莱西的时区为UTC+01:00、UTC+02:00（夏令时）。

## 行政
拉沙佩勒昂布莱西的邮政编码为52330，INSEE市镇编码为52254。

## 政治
拉沙佩勒昂布莱西所属的省级选区为沙托维兰县。

## 人口

1962-2008年间拉沙佩勒昂布莱西人口变化图示

拉沙佩勒昂布莱西于2022年1月1日时的人口数量为84人。